# Municipio de Clay (condado de Harrison, Misuri)
El municipio de Clay (en inglés: Clay Township) es un municipio ubicado en el condado de Harrison en el estado estadounidense de Misuri. En el año 2010 tenía una población de 85 habitantes y una densidad poblacional de 0,75 personas por km².

## Geografía
El municipio de Clay se encuentra ubicado en las coordenadas 40°31′19″N 93°50′2″O / 40.52194, -93.83389. Según la Oficina del Censo de los Estados Unidos, el municipio tiene una superficie total de 112.88 km², de la cual 112,85 km² corresponden a tierra firme y (0,03 %) 0,04 km² es agua.

## Demografía
Según el censo de 2010, había 85 personas residiendo en el municipio de Clay. La densidad de población era de 0,75 hab./km². De los 85 habitantes, el municipio de Clay estaba compuesto por el 96,47 % blancos, el 2,35 % eran amerindios y el 1,18 % eran de una mezcla de razas. Del total de la población el 0 % eran hispanos o latinos de cualquier raza.